# Eomys
Eomys és un gènere extint de mamífers rosegadors de la família dels eòmids que visqueren a Euràsia des de l'Oligocè inferior fins al Miocè mitjà, fa entre 13,8 i 33,9 milions d'anys. Se n'han trobat restes fòssils a Alemanya, Bèlgica, Bòsnia i Hercegovina, Espanya (incloent-hi el jaciment de Santpedor, al Bages), França, Mongòlia, la República Txeca, Suïssa, Turquia i la Xina. Eren animals planadors. Tenien les dents molars de tipus braquidont (de corona baixa). El nom genèric Eomys significa ‘ratolí de l'alba’.